# Golfech
Golfech település Franciaországban, Tarn-et-Garonne megyében. Lakosainak száma 1010 fő (2022. január 1.). Golfech Clermont-Soubiran, Donzac, Espalais, Lamagistère, Saint-Loup és Valence községekkel határos.

## Népesség
A település népességének változása:
| Lakosok száma | 955  | 966  | 1010 | 985  | 1009 | 1014 | 1013 | 1011 | 1010 |
|               | 2013 | 2015 | 2016 | 2017 | 2018 | 2019 | 2020 | 2021 | 2022 |